# Antarcturus kladophoros
Antarcturus kladophoros là một loài chân đều trong họ Antarcturidae. Loài này được Stebbing miêu tả khoa học năm 1908.